# Hertelendy-kastély
A Hertelendy-kastély a Somogy vármegyei Kutas község egyik műemléke, ma ötcsillagos szálloda működik benne. A megye középső részén, a falu külterületén, Kozmapusztán helyezkedik el, két irányból is megközelíthető: Kutas központjából észak felé vagy Segesdről kelet felé indulva.

## Története
A kastély a 19. század második felében épült; a kastély akkori tulajdonosa az egyik ottani földbirtokos a jómódú nezetei és boronkai Boronkay Károly (1830–1893), Somogyvármegye törvényhatósági bizottsági tagja, akinek a felesége domaniczai Domaniczky Klementina (1842–1902) volt. Boronkay Károlyné Domaniczky Klementina gyermekek és egyenesági örökösök hiányában halála után az egyik unokaöccse a hertelendi és vindornyalaki Hertelendy családból való idősebb hertelendi és vindornyalaki Hertelendy Andor (1857–1907) örökölte meg a kutas-kozmai kastélyt és a földbirtokot. Idősebb Hertelendy Andor szülei hertelendi és vindornyalaki Hertelendy László (1817–1865), vindornyalaki földbirtokos, és domaniczai Domaniczky Kornélia (1834–1901) voltak; az utóbbi asszony a nővére volt Boronkay Károlynénak. Idősebb Hertelendy Andor és nádasdi Sárközy Irma (1863–1933) frigyéből 5 fiúgyermek született, azonban ezek közül a kastélyt és a földbirtokot ifjabb Hertelendy Andor (1884–1944), m. kir. honvéd huszárhadnagy, a Máltai lovagrend lovagja, örökölte meg.
A díszparkot 1920 körül alakíttatta ki ifjabb Hertelendy Andor (1884–1944), földbirtokos. Az épület külön könyvtárszobával, illetve a birtok és a családfő dolgainak intézésére külön dolgozószobával rendelkezett. Hertelendy Andor két ízben nősült: első neje a kolozsvári születésű  Nérey Nóra (1890–1917), akitől született első lánya Hertelendy Nóra, köveskáli Kövess László (1912–1975) mérnök neje; első neje halála után ifjabb Hertelendy Andor elvette somogyvári Somogyi Rózsa (1894–1983) kisasszonyt, aki egy leány- és egy fiú gyermekkel áldotta meg: Hertelendy Mária (1921–2000), nádasi Tersztyánszky Géza (1920–1982) huszár főhadnagynak a neje, valamint legifjabb Hertelendy Andor. Özvegy Hertelendy Andorné somogyvári Somogyi Rózsa úrnő, lányával és fiával, 1951-ig éltek a kastélyban, de ekkor a kommunisták kilakoltatták őket: egy nap alatt kellett elhagyniuk otthonukat. 1948. december 16-án még a faluban zajlott Hertelendy Mária és Tersztyánszky Géza házassága, természetesen sokkal szerényebb háború utáni körülmények között. Az 1951-es kilakoltatás után az épület a Kutasi Állami Gazdasághoz került, akik szerkezetileg megóvták. A környező puszta, ahol a világháború előtt még 200–300 fő élt, az 1960-as évekre elnéptelenedett. A kastélyt következő évtizedtől kezdve egészen az 1990-es évek elejéig minden nyáron egy-egy „építőtábor” résztvevői használták.
1997-ben vásárolta meg Hagyánek László, aki megmentette a pusztulástól. Három évvel később háromcsillagos kastélyszálló nyílt benne, amit 2004-ben egy svájci befektető vett meg, aki 2007-re ötcsillagossá fejlesztette.
Itt forgatták az S.O.S. Szerelem című magyar film több jelenetét is.